# Kh-23
Zvezda Kh-66 và Zh-23 Grom (tiếng Nga: Х-23 Гром 'Thunder'; NATO:AS-7 'Kerry') là một dòng các tên lửa không đối đất chiến thuật của Liên Xô, có tầm bắn 10 km. Được sử dụng tấn công các mục tiêu và các nhóm tác chiến nhỏ trên biển.

## Phát triển
Vào giữa thập niên 1960, quân đội Liên Xô muốn một loại tên lửa không đối đất chiến thuật có đầu đạn 100 kg, để trang bị cho máy bay tiêm kích Mikoyan-Gurevich MiG-23, loại tương đương của Mỹ là AGM-12 Bullpup. Tháng 4-1965, Vympel được chỉ định phát triển một loại tên lửa dưới tên gọi Kh-23, nhưng chúng có các vấn đề về việc phát triển một hệ thống dẫn đường.
Vì vậy, Yuri Korolev (phòng thiết kế sau này trở thành Zvezda OKB năm 1976) đã gửi đề xuất riêng của mình dựa trên kinh nghiệm thiết kế loại tên lửa không đối không Kaliningrad K-5 (RS-2-US, AA-1 'Alkali'). Kết quả là vũ khí mới được trang bị hệ thống dẫn đường và động cơ của K-5, nhưng tăng trọng lượng đầu đạn từ 13 kg (29 lb) lên 100 kg (220 lb). Điều này đưa lại lợi thế lớn cho vũ khí mới, nó có thể được lắp đặt vào bất kỳ máy bay có khả năng mang được tên lửa K-5. Việc thiết kế bắt đầu vào năm 1966, do đó dự án được gọi tên là Kh-66 hay Izdeliye 66 ('Article 66'). Kh-66 là một vũ khí bám theo chùm tia được thử nghiệm trên một chiếc MiG-21PFM và đi vào sản xuất năm 1968, nó được trang bị cho các máy bay. Kh-66 chỉ là một giải pháp tạm thời, nó yêu cầu máy bay phải bổ nhào xuống mục tiêu để duy trì khóa mục tiêu.
Trong khi đó Zvezda bắt tay làm việc với dự án Kh-23, dự án này đã trở thành một sự phát triển của thiết kế Kh-66 với một cải tiến về hệ thống dẫn đường và động cơ. Sự khác biệt chính của Kh-23 là nó đã trở thành vũ khí điều khiển qua radio truyền thẳng giống với Bullpup, cho phép nó có thể được khai hỏa khi máy bay đang bay (không giống với Kh-66). Chuyến bay thử nghiệm đã bắt đầu vào năm 1968, nhưng sự chậm trễ đáng kể đã xảy ra do vấn đề với hệ thống dẫn đường không đáng tin cậy, và cuối cùng người ta tìm ra nguyên nhân chính là khói do máy phát diện gây ra đã gây ảnh hưởng tới anten. Sau khi thiết kế lại, nó đã được chấp nhận đưa vào hoạt động năm 1973 trên Mig-23.
Một phiên bản dẫn đường băng laser của Kh-23 là Kh-25, đã trở thành thiết kế cơ bản cho dòng tên lửa AS-10 'Karen'. Công nghệ này đã được 'backport' cho Kh-23 để tạo ra Kh-23M vào năm 1974.

## Thiết kế
Kh-66 sử dụng các thành phần của cả tên lửa không đối không K-5 và Kaliningrad K-8 (AA-3 'Anab').

## Lịch sử hoạt động
Kh-66 bắt đầu trang bị cho MiG-21 năm 1968, và Kh-23 trang bị cho MiG-23 năm 1973.

## Biến thể
- Kh-66 - tên lửa được thiết kế ban đầu dựa trên K-5
- Kh-23 (Izdeliye 68) - phiên bản dẫn đường đầu tiên với cải tiến động cơ
- Kh-23M - Kh-23 cải tiến với công nghệ từ dòng tên lửa Kh-25
- Kh-23L - tên gọi của Phương Tây cho phiên bản dẫn đường bằng laser, thực tế dựa trên Kh-25 (AS-10 'Karen')

## Quốc gia sử dụng
Nga
 Liên Xô

## Vũ khí có tính năng tương đương
- AGM-12 Bullpup
- AS-20 - Tên lửa không đối đất của Pháp dựa trên một loại tên lửa không đối không